# Diphyllobothriidea
Diphyllobothriidea (лат.) — отряд паразитических плоских червей из класса ленточных червей (Cestoda). Ленточные черви среднего и крупного размера. Обычно имеют два промежуточных хозяина: процеркоиды развиваются в веслоногих ракообразных, плероцеркоиды — в позвоночных. Взрослые черви являются паразитами кишечника четвероногих, чаще всего млекопитающих.
Ранее представителей отряда относили к отряду Pseudophyllidea. В 2008 году отряд Pseudophyllidea был разделён на отряды Diphyllobothriidea и Bothriocephalidea, поскольку эти две группы не связаны филогенетическим родством. Представители Diphyllobothriidea паразитируют на птицах, млекопитающих и пресмыкающихся, а также земноводных, в случае с червями семейства Cephalochlamydidae, тогда как Bothriocephalidea преимущество ограничиваются паразитизмом на костистых рыбах.

## Классификация
Отряд включает три семейства:
- Cephalochlamydidae Yamaguti, 1959
- Diphyllobothriidae Lühe, 1910
- Solenophoridae Monticelli & Crety, 1891 [syn. Scyphocephalidae Freze, 1974]